# Serhiy Shevchenko
Serhiy Shevchenko (en ucraniano: Сергій Васильович Шевченко; Jersón, RSS de Ucrania; 4 de marzo de 1958-23 de marzo de 2024) fue un futbolista y entrenador de fútbol ucraniano.

## Carrera
Nacido el 4 de marzo de 1958 en Jersón. Se graduó en el Instituto Pedagógico Estatal Nikolaev (facultad de educación física) y en la Escuela Superior de Entrenadores de Kiev (diploma UEFA PRO) [10] .

### Club
Jugó para los equipos: Crystal (Kherson), SKA Odessa , Sudostroitel (Nikolaev), Granicherul (Glodyany), Zarya (Balti) y Meliorator (Kakhovka).

### Inicios
En 1992 pasó a entrenar en Kakhovka. De 1995 a 1999 entrenó a Crystal. Bajo su liderazgo, en cinco años en la segunda liga, el equipo de Kherson ocupó el segundo lugar tres veces y el primero una vez, en 1996 jugó un partido de transición con Donetsk Metallurg y en 1998 participó en un torneo de transición de cuatro equipos para el ascenso. a la primera liga [3 ] .
De 2000 a 2007 entrenó a Neftyanik. Con el equipo de Akhtyrka pasó de la segunda liga a la cima [3]. Tras una actuación fallida en la primera división, fue despedido.
En septiembre de 2007, por invitación del presidente honorario de IgroService , Nikolai Palamarchuk [5] , con quien jugaba en el Kherson Kristall, se convirtió en el entrenador en jefe del equipo de Simferopol [6]. Shevchenko trabajó en IgroService hasta la disolución del club en 2009 [3]. Luego trabajó durante algún tiempo como entrenador consultor en el club Sebastopol [ 7 ] , luego dirigió por segunda vez al Neftyanik [8] , que ocupó el puesto 14 en la primera liga. Tras el parón invernal, con casi los mismos jugadores, el equipo dirigido por Shevchenko logró quedar segundo en la segunda ronda, detrás de Volyn Lutsk [ 3 ]. En el verano de 2010, después de un trabajo exitoso en la primera liga con Neftyanik, fue invitado al equipo ganador de este torneo: Sebastopol. En la Premier League , el equipo de Crimea ganó cinco puntos en los primeros tres partidos. Luego, tras dos derrotas ante el Dynamo y el Shakhtar , tras las derrotas ante Donetsk Metallurg , Karpaty y Volyn , así como un empate en casa ante el Vorskla , el presidente del club, Alexander Krasilnikov, bajo la presión de los aficionados, despidió a Shevchenko [9]. De enero de 2011 a 2013 trabajó en el cuerpo técnico del Tavriya [ 10] .
En 2014 recibió la ciudadanía rusa. En junio de 2014, fue nombrado entrenador en jefe del club TSK de Simferopol. El 26 de febrero de 2016 fue destituido de su cargo como entrenador del TSK Tavriya y al día siguiente asumió el cargo de entrenador senior del club ruso Sakhalin.
A finales de agosto de 2016 dirigió el equipo " Tavria " de Simferopol, que juega en el campeonato amateur de Ucrania y tiene su sede en la ciudad de Berislav [11] .
El 26 de junio de 2021 dirigió el complejo multifuncional “ Nikolaev ” [12] .
Después de la invasión rusa de Ucrania, cooperó con la administración de ocupación y aceptó dirigir el club de fútbol Fregat en Kherson, creado por las autoridades de ocupación, por lo que el comité disciplinario y de control de la UAF decidió excluirlo de por vida de cualquier actividad relacionada con el fútbol. En 2023, dirigió el club de Kherson (a pesar de que Kherson ya había sido liberado por unidades de las Fuerzas Armadas de Ucrania) durante las actuaciones en la Copa de la Commonwealth.

## Muerte
Murió el 23 de marzo de 2024 en Crimea en un hospital, a la edad de 67 años, a causa de un infarto.

## Distinciones
Recibió la insignia "Trabajador honorario de la cultura física y los deportes", el premio honorífico de la FFU, la medalla al mérito y el premio de oro de la PFU «por su contribución personal al desarrollo del fútbol profesional en Ucrania», pero en 2023 fue privado de todos los premios y títulos y suspendido de por vida de cualquier actividad relacionada con el fútbol, por considerarse que había colaborado con la administración de ocupación rusa en Ucrania.

## Carrera

### Jugador
| Periodo   | Club                      |
| --------- | ------------------------- |
| 1976      | FC Krystal Kherson        |
| 1978      | FC Iskra Voznesensk       |
| 1979      | FC Krystal Kherson        |
| 1980–1984 | Sudnobudivnyk Mykolayiv   |
| 1985–1986 | FC Grănicerul Glodeni     |
| 1987–1988 | FC Zaria Bălți            |
| 1988      | FC Enerhiya Nova Kakhovka |
| 1989      | FC Krystal Kherson        |
| 1990      | FC Tavria Novotroitske    |
| 1991      | FC Frehat Pervomaisk      |
| 1992      | Meliorator Kakhovka       |

### Entrenador
| Periodo   | Club                          |
| --------- | ----------------------------- |
| 1992–1995 | Meliorator Kakhovka           |
| 1995–1999 | FC Krystal Kherson            |
| 2001–2007 | FC Naftovyk-Ukrnafta Okhtyrka |
| 2007–2009 | FC Ihroservice Simferopol     |
| 2009      | FC Sevastopol                 |
| 2009–2010 | FC Naftovyk-Ukrnafta Okhtyrka |
| 2010      | FC Sevastopol                 |
| 2014–2016 | TSK Simferopol                |
| 2016–2020 | SC Tavriya Simferopol         |
| 2021      | MFC Mykolaiv                  |

## Logros
- Primera Liga de Ucrania (1): 2006/07
- Segunda Liga de Ucrania (2): 1997/98, 2000/01